# تومي توبار
تومي توبار (بالإسبانية: Tommy Tobar) (مواليد 21 نوفمبر 1986) هو لاعب كرة قدم كولومبي يجيد اللعب في مركز الهجوم .
لعب سابقاً في نادي الشمال القطري و نادي اتحاد كلباء ونادي الإمارات.

## روابط خارجية
- تومي توبار على موقع قاعدة بيانات كرة القدم.إي يو (الإنجليزية)
- تومي توبار على موقع Soccerway.com (الإنجليزية)
- تومي توبار على موقع AS.com (الإسبانية)